# پروفایل بار

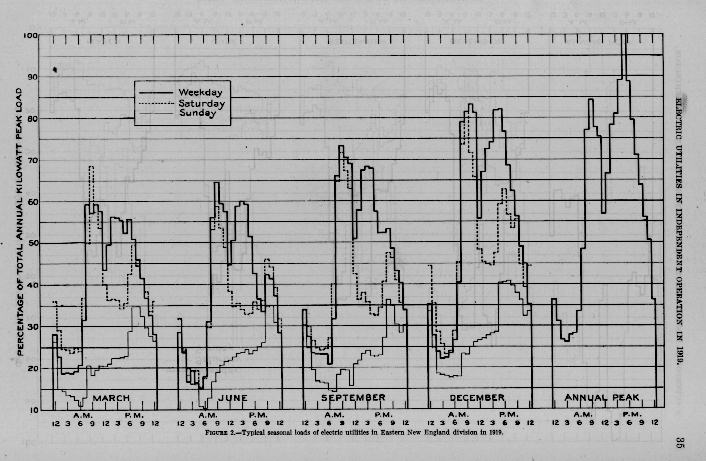
یک نمونه از نمایه بار

پروفایل بار یا نمایه بار (انگلیسی: Load profile) یک گراف است که تغییرات بار الکتریکی در طی زمان را نشان می‌دهد. نمایه بار می‌تواند با توجه به نوع مصرف‌کننده (مثلاً مصرف‌کنندگان صنعتی، اداری و...)، دما و فصل تغییر کند.
از این گراف در نیروگاه‌ها (و دیگر تولیدکنندگان انرژی) برای برنامه‌ریزی مقدار انرژی مورد نیاز و تولید متناسب با آن برای تحویل به مصرف‌کنندگان استفاده می‌شود.

## توزیع برق
در شبکه توزیع برق استفاده از نمایه بار الکتریکی بسیار با اهمیت است چرا که تعادل، کارایی و قابلیت اطمینان شبکه را می‌توان با این روش بهینه کرد.